# Raiffeisenbank Schwaben Mitte
Die Raiffeisenbank Schwaben Mitte eG ist eine Genossenschaftsbank im Verbund der Volks- und Raiffeisenbanken mit Sitz in Krumbach. Sie ist eine ländlich geprägte Genossenschaft. Der Schwerpunkt ihrer Tätigkeit liegt in den Landkreisen Neu-Ulm, Unterallgäu und Günzburg.

## Geschichte
Die Raiffeisenbank Schwaben Mitte eG entstand aus sieben Fusionen lokaler Raiffeisenbanken. Zunächst schloss sich 1972 die Raiffeisenbank Bellenberg eG mit der Raiffeisenbank Tiefenbach zur Raiffeisenbank Bellenberg-Tiefenbach eG zusammen. Mit der Aufnahme der Raiffeisenbank Illerberg-Thal eG im Jahr 1989 firmierte sie als Raiffeisenbank Bellenberg-Tiefenbach/Illerberg-Thal eG, aus der 1995 bei dem Zusammenschluss mit der Raiffeisenbank Buch-Unterroth eG die Raiffeisenbank Iller-Roth eG entstand. Es folgten 1997 die Aufnahme der Raiffeisenbank Illereichen-Altenstadt eG und 1998 der Raiffeisenbank Kettershausen eG.
Im Zuge der Fusion mit der Raiffeisenbank Babenhausen-Osterberg eG kam es 2001 zur erneuten Umbenennung in Raiffeisenbank Iller-Roth-Günz eG. Diese übernahm 2006 noch die Raiffeisenbank Erkheim eG. Im Jahre 2017 fusionierte die Raiffeisenbank Iller-Roth-Günz eG mit der Raiffeisenbank Krumbach/Schwaben eG zur neuen Raiffeisenbank Schwaben Mitte eG mit Sitz in Krumbach/Schwaben. Das Geschäftsgebiet erweiterte sich damit um große Teile des südlichen Landkreises Günzburg.

## Geschäftsgebiet
Das Geschäftsgebiet der Raiffeisenbank Schwaben Mitte eG umfasst insgesamt 12 Geschäftsstellen. Von der nördlichsten Filiale in Neuburg an der Kammel bis hin zur südlichsten Geschäftsstelle in Erkheim.
Eine Online-Geschäftsstelle wurde im August 2014 eröffnet.

## Mitgliedschaft
Die Raiffeisenbank Schwaben Mitte eG wird als Genossenschaftsbank von 25.052 Mitgliedern getragen. Mitglieder sind Miteigentümer, Träger und Kunden der Bank, sowie Kapitalgeber und Gewinnbeteiligte. Auf der jährlich stattfindenden Vertreter-Versammlung erhalten die Vertreter Informationen über die geschäftspolitische und wirtschaftliche Entwicklung der Bank. Die Mitglieder erhalten jeweils nach der Vertreterversammlung die Dividende für ihre Geschäftsanteile.

## Dienstleistungen und Produkte
Die Raiffeisenbank Schwaben Mitte eG ist ein genossenschaftlich organisierter Allfinanz-Dienstleister mit Unterstützung von Vertrags- und Verbundpartnern.